# Мироновка (Донецкая область)
Миро́новка (укр. Миронівка) — село в Светлодарской городской общине Бахмутского района Донецкой области Украины.
Код КОАТУУ — 1420955404. Население по переписи 2001 года составляет 58 человек. Почтовый индекс — 84580. Телефонный код — 6274.